# Greenidea kummingensis
Greenidea kummingensis är en insektsart. Greenidea kummingensis ingår i släktet Greenidea och familjen långrörsbladlöss. Inga underarter finns listade i Catalogue of Life.